# ساوت تورزبی
ساوت تورزبی (به انگلیسی: South Thoresby) یک روستا و محله مدنی در بریتانیا است که در لیندسی شرقی واقع شده‌است. ساوت تورزبی ۱۲۸ نفر جمعیت دارد.